# Koemboepalm
De koemboepalm (Oenocarpus bacaba) is een hoge slanke vedernervige palmsoort.
De enkele stam is onvertakt en kan 30 cm in doorsnee bereiken. De boom wordt 7 tot 20 meter lang. De kroon bevat 10-15 bladeren die 6 meter lang kunnen worden.
Het verspreidingsgebied ligt in het tropische noorden van Zuid-Amerika: het noorden van Brazilië Colombia, Venezuela, Guyana, Suriname en het Zuid-Amerikaanse deel van Frankrijk. De boom groeit meestal 
in drooglandbos, soms in de onderlaag van het regenwoud, maar de boom kan ook volle zon verdragen.
De boom brengt eetbare vruchten voort. De rode tot paarse bolvormige vruchten zijn ongeveer 1,5 cm in doorsnee. Het vruchtvlees bevat olie en wordt tot een drank verwerkt na pellen en koken. Er kan ook een olie uit gewonnen worden die gebruikt wordt zoals olijfolie. Er wordt ook een cosmetische zeep van gemaakt. Studies met HPLC laten zich dat koemboevruchten rijk zijn aan antioxidanten en fenolische componenten waaraan goede effecten voor de menselijke gezondheid worden toegeschreven.